# Kari Polanyi Levitt
Kari Polanyi Levitt (Viena, 14 de junho de 1923) é uma economista canadiana e Professora Emérita de Economia, na Universidade McGill, Montreal. Levitt é conhecida pelo seu trabalho sobre desenvolvimento económico e soberania económica, e em particular pelo seu livro de 1970 Silent Surrender: The Multinational Corporation in Canada. Levitt é também executora literária do seu pai, o historiador económico Karl Polanyi.

## Vida
Aos 10 anos, em 1933, Levitt muda-se para Inglaterra com o pai. Já em Inglaterra frequenta a Bedales School e a London School of Economics. Conclui o curso e muda-se para o Canda em 1947 tendo casado com o historiador canadiano Joseph Levitt 3 anos depois. Em 1959, obtém o grau de mestre em economia na Universidade de Toronto e, dois anos depois, em 1961, ingressa no Departamento de Economia da Universidade McGill. Além do trabalho que tem na Universidade, Levitt realiza projetos de pesquisa para o Statistics Canada e para o Novo Partido Democrático do Canadá. O Position Paper que elaborou para o Novo Partido Democrático do Canadá sobre investimento direto estrangeiro no Canadá tornou-se, anos mais tarde, no livro  Silent Surrender: The Multinational Corporation in Canada.
Ao longo da sua carreira, Levitt manteve contato com colegas do Caribe tendo ocupado vários cargos como professora visitante na University of the West Indies, e servido como consultora na criação de um sistema de contas nacionais para o governo de Trinidad e Tobago. Levitt escreveu, editou e co-editou quatro volumes relacionados à economia do Caribe. Em 2008, Levitt recebeu o Doutoramento Honoris Causa pela University of the West Indies.
- With Lloyd Best) Ensaios sobre a teoria da economia das plantações: uma abordagem histórica e institucional do desenvolvimento econômico do Caribe (livro) | (With Lloyd Best) (2009)
- Recuperando o Desenvolvimento: Pensamento Independente e Comunidade do Caribe (2005)
- (Ed.) Os Documentos de George Beckford (2000)
- (Ed com 'Kenneth McRobbie) Karl Polanyi em Viena (2000)
- A Vida e Obra de Karl Polanyi (1990)
- Rendição Silenciosa: a Corporação Multinacional no Canadá (1970)